# Stegania wiltshirei
Stegania wiltshirei är en fjärilsart som beskrevs av Ebert 1965. Stegania wiltshirei ingår i släktet Stegania och familjen mätare. Inga underarter finns listade i Catalogue of Life.